# Inženýrská odysea
Inženýrská odysea je třináctidílný televizní seriál režiséra Evžena Sokolovského natočený v roce 1979 podle scénáře Jaroslava Dietla.
Seriál zobrazuje osudy tří strojních inženýrů od jejich promoce. Děj začíná v prostředí podniku textilního průmyslu a později přechází i do jiných strojírenských odvětví a do oblasti zahraničního obchodu. Středobodem děje se stává inovativní tkací stroj Perpetis z podniku Hlubočanské strojírny, který je vinou špatné patentové a obchodní politiky okopírován a vyráběn v tehdy nenáviděné  kapitalistické cizině.
Z hereckých výkonů je recenzenty vyzdvihována postava projektanta Voženílka (Jiří Císler).

## Seznam dílů
1. Promoce
2. Odpadlík
3. Sirotek
4. Začátečníci
5. Výměna stráží
6. Převzetí moci
7. Perpetuum mobile
8. Prototyp
9. Veletrh
10. Dozvuky
11. Odchod
12. Loupež
13. Setkání

## Obsazení
| Jaroslav Satoranský | Zbyněk Kořínek                                                      |
| Petr Kostka         | Václav Pešek                                                        |
| Michal Dočolomanský | Ján Krnáč                                                           |
| Eva Jakoubková      | Ivana Pešková                                                       |
| Ilja Prachař        | otec Pešek                                                          |
| Jarmila Krulišová   | matka Pešková                                                       |
| Eliška Balzerová    | Alexandra (Sašena), manželka Václava Peška                          |
| Marta Vančurová     | Lucie Přikrylová, manželka Jána Krnáče                              |
| Norina Bobrovská    | sestra Jána Krnáče                                                  |
| Monika Švábová      | Veronika Dočkalová, přítelkyně Zbyňka Kořínka                       |
| Svatopluk Beneš     | otec Dočkal                                                         |
| Růžena Lysenková    | matka Dočkalová                                                     |
| Ota Sklenčka        | ředitel Hlubočanských strojíren                                     |
| Petr Haničinec      | Vilém Halíř, náměstek ředitele                                      |
| Miriam Hynková      | sekretářka ředitele                                                 |
| Alois Švehlík       | Jiří Strnad, předseda CZV KSČ                                       |
| Jiří Vala           | Heřman, šéfkonstruktér                                              |
| Jiří Císler         | Čestmír Voženílek, projektant                                       |
| Ferdinand Krůta     | předseda ROH                                                        |
| Karel Meister st.   | Milda, podnikový řidič                                              |
| Petr Svojtka        | Vladimír Klimeš, snoubenec Ivany Peškové                            |
| Jiří Adamíra        | Svačina, ředitel Textilexportu                                      |
| Ludmila Šafářová    | Otýlie Podlipská, sekretářka ředitele                               |
| Jiří Klem           | Zdeněk Franěk, pracovník Textilexportu                              |
| Jiří Štěpnička      | Jiří Přikryl, bývalý pracovník Textilexportu                        |
| Jiří Zahajský       | Tesař, pracovník ÚV KSČ                                             |
| Václav Voska        | generální ředitel Továren textilní techniky                         |
| Josef Langmiler     | technický ředitel generálního ředitelství Továren textilní techniky |
| Věra Uzelacová      | sekretářka generálního ředitele Továren textilní techniky           |
| Josef Bek           | Břetislav Hajný, ředitel Kovostroje Roztoky                         |
| Václav Švorc        | Jaromír Kareš, náměstek ředitele Kovostroje Roztoky                 |
| Jiří Holý           | Křížek, náměstek ředitele Kovostroje Roztoky                        |
| Libuše Havelková    | Anna Smetanová, vychovatelka v dětském domově                       |
| Ludmila Roubíková   | kuchařka v dětském domově                                           |
| Martin Stropnický   | Tomášek                                                             |
| Otto Šimánek        | Kosma, ředitel Výzkumného ústavu v Hradci                           |
| Vlastimil Hašek     | Klínovec                                                            |
| Josef Karlík        | ministr                                                             |
| Josef Laufer        | Rujillo                                                             |
| Pavel Bobek         | Kartidis, zástupce jordánského odběratele                           |
| Karolina Slunéčková |                                                                     |
| Ivo Niederle        |                                                                     |